# Liste des présidents des conseils départementaux français
| Étiquettes politiques des présidents des conseils départementaux après les élections départementales de 2021. - Péyi Guyane - PS - EELV - DVG - PRG - MoDem - Renaissance - Régionalistes - UDI - LR - DVD - Divers |

La liste des présidents des conseils départementaux français énumère les conseillers départementaux le jour de la première réunion du conseil qui se tient de plein droit le deuxième jeudi suivant le premier tour des élections départementales. Après les élections de 2015, les présidents sont élus le 2 avril 2015.
De 1833 à 2015, le nom des conseils départementaux était « conseils généraux ». Ces derniers étaient renouvelés par moitié tous les trois ans lors d'« élections cantonales » et les présidents étaient élus après chaque renouvellement triennal.

## Liste
À noter :
- Avant le 2 avril 2015, les présidents entraient en fonction sous le nom de « président du conseil général ».
- Depuis 2011, le conseil départemental de Mayotte exerce simultanément les compétences d'un conseil régional.
- Depuis 2015, le conseil de la métropole de Lyon exerce les compétences d'un conseil départemental.
- Depuis 2015, la Guyane et la Martinique sont des collectivités territoriales uniques qui exercent les compétences d'un conseil départemental et d'un conseil régional.
- Depuis 2018, les conseils départementaux de Corse-du-Sud et de Haute-Corse ont fusionné avec la collectivité territoriale de Corse pour former la collectivité de Corse.
- Avant 2019, Paris était à la fois une commune et un département : le maire de Paris faisait office à la fois de maire et de président du conseil départemental. Le 1er janvier 2019, les deux collectivités ont fusionné en une unique collectivité à statut particulier nommée Ville de Paris.
- Depuis 2021, le Bas-Rhin et le Haut-Rhin ont fusionné pour former la collectivité européenne d'Alsace. Les deux conseil départementaux antérieurs (Conseil départemental du Bas-Rhin et Conseil départemental du Haut-Rhin) fusionnent du même coup en un unique Conseil départemental d'Alsace.

### Liste
| Conseil départemental | Conseil départemental                             | Nom                        | Sexe | Parti | Parti       | Positionnement parti   | Depuis (le)       |
| --------------------- | ------------------------------------------------- | -------------------------- | ---- | ----- | ----------- | ---------------------- | ----------------- |
| 01                    | Conseil départemental de l'Ain                    | Jean Deguerry              | H    |       | LR          | Droite                 | 10 juillet 2017   |
| 02                    | Conseil départemental de l'Aisne                  | Nicolas Fricoteaux         | H    |       | UDI         | Centre droit           | 2 avril 2015      |
| 03                    | Conseil départemental de l’Allier                 | Claude Riboulet            | H    |       | UDI         | Centre droit           | 25 septembre 2017 |
| 04                    | Conseil départemental des Alpes-de-Haute-Provence | Eliane Bareille            | F    |       | LR          | Droite                 | 1er juillet 2021  |
| 05                    | Conseil départemental des Hautes-Alpes            | Jean-Marie Bernard         | H    |       | LR          | Droite                 | 2 avril 2015      |
| 06                    | Conseil départemental des Alpes-Maritimes         | Charles Ange Ginésy        | H    |       | LR          | Droite                 | 15 septembre 2017 |
| 07                    | Conseil départemental de l'Ardèche                | Olivier Amrane             | H    |       | LR          | Droite                 | 1er juillet 2021  |
| 08                    | Conseil départemental des Ardennes                | Noël Bourgeois             | H    |       | LR          | Droite                 | 16 octobre 2017   |
| 09                    | Conseil départemental de l'Ariège                 | Christine Téqui            | F    |       | PS          | Gauche                 | 8 novembre 2019   |
| 10                    | Conseil départemental de l'Aube                   | Philippe Pichery           | H    |       | DVD         | Droite                 | 23 mai 2017       |
| 11                    | Conseil départemental de l'Aude                   | Hélène Sandragné           | F    |       | PS          | Gauche                 | 2 juillet 2020    |
| 12                    | Conseil départemental de l'Aveyron                | Arnaud Viala               | H    |       | HOR         | Droite                 | 1er juillet 2021  |
| 13                    | Conseil départemental des Bouches-du-Rhône        | Martine Vassal             | F    |       | DVD         | Droite                 | 2 avril 2015      |
| 14                    | Conseil départemental du Calvados                 | Jean-Léonce Dupont         | H    |       | UDI / LC    | Centre droit           | 31 mars 2011      |
| 15                    | Conseil départemental du Cantal                   | Bruno Faure                | H    |       | LR          | Droite                 | 17 juillet 2017   |
| 16                    | Conseil départemental de la Charente              | Philippe Bouty             | H    |       | PS          | Gauche                 | 1er juillet 2021  |
| 17                    | Conseil départemental de la Charente-Maritime     | Sylvie Marcilly            | F    |       | DVD         | Droite                 | 1er juillet 2021  |
| 18                    | Conseil départemental du Cher                     | Jacques Fleury             | H    |       | LR          | Droite                 | 1er juillet 2021  |
| 19                    | Conseil départemental de la Corrèze               | Pascal Coste               | H    |       | LR          | Droite                 | 2 avril 2015      |
| 21                    | Conseil départemental de la Côte-d'Or             | François Sauvadet          | H    |       | UDI         | Centre droit           | 20 mars 2008      |
| 22                    | Conseil départemental des Côtes-d'Armor           | Christian Coail            | H    |       | PS          | Gauche                 | 1er juillet 2021  |
| 23                    | Conseil départemental de la Creuse                | Valérie Simonet            | F    |       | LR          | Droite                 | 2 avril 2015      |
| 24                    | Conseil départemental de la Dordogne              | Germinal Peiro             | H    |       | PS          | Gauche                 | 2 avril 2015      |
| 25                    | Conseil départemental du Doubs                    | Christine Bouquin          | F    |       | DVD         | Droite                 | 2 avril 2015      |
| 26                    | Conseil départemental de la Drôme                 | Marie-Pierre Mouton        | F    |       | LR          | Droite                 | 29 mai 2017       |
| 27                    | Conseil départemental de l'Eure                   | Alexandre Rassaërt         | H    |       | DVD         | Droite                 | 16 décembre 2022  |
| 28                    | Conseil départemental d'Eure-et-Loir              | Christophe Le Dorven       | H    |       | LR          | Droite                 | 1er juillet 2021  |
| 29                    | Conseil départemental du Finistère                | Maël de Calan              | H    |       | DVD         | Droite                 | 1er juillet 2021  |
| 30                    | Conseil départemental du Gard                     | Françoise Laurent-Perrigot | F    |       | PS          | Gauche                 | 27 novembre 2020  |
| 31                    | Conseil départemental de la Haute-Garonne         | Sébastien Vincini          | H    |       | PS          | Gauche                 | 13 décembre 2022  |
| 32                    | Conseil départemental du Gers                     | Philippe Dupouy            | H    |       | PS          | Gauche                 | 25 janvier 2022   |
| 33                    | Conseil départemental de la Gironde               | Jean-Luc Gleyze            | H    |       | PS          | Gauche                 | 2 avril 2015      |
| 34                    | Conseil départemental de l'Hérault                | Kléber Mesquida            | H    |       | PS          | Gauche                 | 2 avril 2015      |
| 35                    | Conseil départemental d'Ille-et-Vilaine           | Jean-Luc Chenut            | H    |       | PS          | Gauche                 | 2 avril 2015      |
| 36                    | Conseil départemental de l’Indre                  | Marc Fleuret               | H    |       | UDI         | Centre droit           | 1er juillet 2021  |
| 37                    | Conseil départemental d'Indre-et-Loire            | Nadège Arnault             | H    |       | LR          | Droite                 | 18 octobre 2023   |
| 38                    | Conseil départemental de l'Isère                  | Jean-Pierre Barbier        | H    |       | LR          | Droite                 | 2 avril 2015      |
| 39                    | Conseil départemental du Jura                     | Gérôme Fassenet            | H    |       | LR          | Droite                 | 13 mai 2024       |
| 40                    | Conseil départemental des Landes                  | Xavier Fortinon            | H    |       | PS          | Gauche                 | 21 mars 2017      |
| 41                    | Conseil départemental de Loir-et-Cher             | Philippe Gouet             | H    |       | UDI         | Centre droit           | 1er juillet 2021  |
| 42                    | Conseil départemental de la Loire                 | Georges Ziegler            | H    |       | LR          | Droite                 | 16 octobre 2017   |
| 43                    | Conseil départemental de la Haute-Loire           | Marie-Agnès Petit          | F    |       | LR          | Droite                 | 1er juillet 2021  |
| 44                    | Conseil départemental de la Loire-Atlantique      | Michel Ménard              | H    |       | PS          | Gauche                 | 1er juillet 2021  |
| 45                    | Conseil départemental du Loiret                   | Marc Gaudet                | H    |       | UDI         | Centre droit           | 13 novembre 2017  |
| 46                    | Conseil départemental du Lot                      | Serge Rigal                | H    |       | PS          | Gauche                 | 18 avril 2014     |
| 47                    | Conseil départemental de Lot-et-Garonne           | Sophie Borderie            | F    |       | PS          | Gauche                 | 17 mai 2019       |
| 48                    | Conseil départemental de la Lozère                | Laurent Suau               | H    |       | Renaissance | Centre                 | 9 août 2024       |
| 49                    | Conseil départemental de Maine-et-Loire           | Florence Dabin             | F    |       | DVD         | Droite                 | 1er juillet 2021  |
| 50                    | Conseil départemental de la Manche                | Jean Morin                 | H    |       | DVD         | Droite                 | 1er juillet 2021  |
| 51                    | Conseil départemental de la Marne                 | Jean-Marc Roze             | H    |       | DVD         | Droite                 | 6 novembre 2023   |
| 52                    | Conseil départemental de la Haute-Marne           | Nicolas Lacroix            | H    |       | LR          | Droite                 | 6 novembre 2017   |
| 53                    | Conseil départemental de la Mayenne               | Olivier Richefou           | H    |       | UDI         | Centre droit           | 23 juin 2014      |
| 54                    | Conseil départemental de Meurthe-et-Moselle       | Chaynesse Khirouni         | F    |       | PS          | Gauche                 | 1er juillet 2021  |
| 55                    | Conseil départemental de la Meuse                 | Jérôme Dumont              | H    |       | DVD         | Droite                 | 1er juillet 2021  |
| 56                    | Conseil départemental du Morbihan                 | David Lappartient          | H    |       | LR          | Droite                 | 1er juillet 2021  |
| 57                    | Conseil départemental de la Moselle               | Patrick Weiten             | H    |       | UDI         | Centre droit           | 31 mars 2011      |
| 58                    | Conseil départemental de la Nièvre                | Fabien Bazin               | H    |       | PS          | Gauche                 | 1er juillet 2021  |
| 59                    | Conseil départemental du Nord                     | Christian Poiret           | H    |       | DVD         | Droite                 | 1er juillet 2021  |
| 60                    | Conseil départemental de l'Oise                   | Nadège Lefebvre            | F    |       | LR          | Droite                 | 25 octobre 2017   |
| 61                    | Conseil départemental de l'Orne                   | Christophe de Balorre      | H    |       | DVD         | Droite                 | 3 mars 2017       |
| 62                    | Conseil départemental du Pas-de-Calais            | Jean-Claude Leroy          | H    |       | PS          | Gauche                 | 13 novembre 2017  |
| 63                    | Conseil départemental du Puy-de-Dôme              | Lionel Chauvin             | H    |       | LR          | Droite                 | 1er juillet 2021  |
| 64                    | Conseil départemental des Pyrénées-Atlantiques    | Jean-Jacques Lasserre      | H    |       | MoDem       | Centre et centre droit | 2 avril 2015      |
| 65                    | Conseil départemental des Hautes-Pyrénées         | Michel Pélieu              | H    |       | PRG         | Centre gauche          | 31 mars 2011      |
| 66                    | Conseil départemental des Pyrénées-Orientales     | Hermeline Malherbe         | F    |       | PS          | Gauche                 | 21 novembre 2010  |
| 6EA                   | Conseil départemental d'Alsace                    | Frédéric Bierry            | H    |       | LR          | Droite                 | 2 janvier 2021    |
| 69D                   | Conseil départemental du Rhône                    | Christophe Guilloteau      | H    |       | LR          | Droite                 | 2 avril 2015      |
| 69M                   | Conseil de la métropole de Lyon                   | Bruno Bernard              | H    |       | EÉLV        | Gauche                 | 2 juillet 2020    |
| 70                    | Conseil départemental de la Haute-Saône           | Laurent Seguin             | H    |       | DVG         | Gauche                 | 10 février 2025   |
| 71                    | Conseil départemental de Saône-et-Loire           | André Accary               | H    |       | DVD         | Droite                 | 2 avril 2015      |
| 72                    | Conseil départemental de la Sarthe                | Dominique Le Mèner         | H    |       | LR          | Droite                 | 2 avril 2015      |
| 73                    | Conseil départemental de la Savoie                | Hervé Gaymard              | H    |       | LR          | Droite                 | 20 mars 2008      |
| 74                    | Conseil départemental de la Haute-Savoie          | Martial Saddier            | H    |       | LR          | Droite                 | 1er juillet 2021  |
| 75                    | Conseil de Paris                                  | Anne Hidalgo               | F    |       | PS          | Gauche                 | 5 avril 2014      |
| 76                    | Conseil départemental de la Seine-Maritime        | Bertrand Bellanger         | H    |       | DVD         | Droite                 | 14 octobre 2019   |
| 77                    | Conseil départemental de Seine-et-Marne           | Jean-François Parigi       | H    |       | LR          | Droite                 | 1er juillet 2021  |
| 78                    | Conseil départemental des Yvelines                | Pierre Bédier              | H    |       | LR          | Droite                 | 11 avril 2014     |
| 79                    | Conseil départemental des Deux-Sèvres             | Coralie Denoues            | F    |       | DVD         | Droite                 | 1er juillet 2021  |
| 80                    | Conseil départemental de la Somme                 | Christelle Hiver           | F    |       | DVD         | Droite                 | 23 décembre 2024  |
| 81                    | Conseil départemental du Tarn                     | Christophe Ramond          | H    |       | PS          | Gauche                 | 15 septembre 2017 |
| 82                    | Conseil départemental de Tarn-et-Garonne          | Michel Weill               | H    |       | PRG         | Centre gauche          | 1er juillet 2021  |
| 83                    | Conseil départemental du Var                      | Jean-Louis Masson          | H    |       | LR          | Droite                 | 26 octobre 2022   |
| 84                    | Conseil départemental de Vaucluse                 | Dominique Santoni          | F    |       | LR          | Droite                 | 1er juillet 2021  |
| 85                    | Conseil départemental de la Vendée                | Alain Lebœuf               | H    |       | LR          | Droite                 | 1er juillet 2021  |
| 86                    | Conseil départemental de la Vienne                | Alain Pichon               | H    |       | DVD         | Droite                 | 12 novembre 2020  |
| 87                    | Conseil départemental de la Haute-Vienne          | Jean-Claude Leblois        | H    |       | PS          | Gauche                 | 2 avril 2015      |
| 88                    | Conseil départemental des Vosges                  | François Vannson           | H    |       | LR          | Droite                 | 2 avril 2015      |
| 89                    | Conseil départemental de l'Yonne                  | Patrick Gendraud           | H    |       | DVD         | Droite                 | 13 juillet 2017   |
| 90                    | Conseil départemental du Territoire de Belfort    | Florian Bouquet            | H    |       | LR          | Droite                 | 2 avril 2015      |
| 91                    | Conseil départemental de l'Essonne                | François Durovray          | H    |       | LR          | Droite                 | 2 avril 2015      |
| 92                    | Conseil départemental des Hauts-de-Seine          | Georges Siffredi           | H    |       | LR          | Droite                 | 25 mai 2020       |
| 93                    | Conseil départemental de la Seine-Saint-Denis     | Stéphane Troussel          | H    |       | PS          | Gauche                 | 4 septembre 2012  |
| 94                    | Conseil départemental du Val-de-Marne             | Olivier Capitanio          | H    |       | LR          | Droite                 | 1er juillet 2021  |
| 95                    | Conseil départemental du Val-d'Oise               | Marie-Christine Cavecchi   | F    |       | DVD         | Droite                 | 20 octobre 2017   |
| 971                   | Conseil départemental de la Guadeloupe            | Guy Losbar                 | H    |       | GUSR        | Gauche                 | 1er juillet 2021  |
| 972                   | Assemblée de Martinique                           | Lucien Saliber             | H    |       | AM          | Divers Gauche          | 2 juillet 2021    |
| 972                   | Conseil exécutif de Martinique                    | Serge Letchimy             | H    |       | PPM         | Gauche                 | 2 juillet 2021    |
| 973                   | Assemblée de Guyane                               | Gabriel Serville           | H    |       | DVG         | Gauche                 | 2 juillet 2021    |
| 974                   | Conseil départemental de La Réunion               | Cyrille Melchior           | H    |       | LR          | Droite                 | 18 décembre 2017  |
| 976                   | Conseil départemental de Mayotte                  | Ben Issa Ousseni           | H    |       | LR          | Droite                 | 1er juillet 2021  |

### Récapitulatif

#### Par parti
|                  |              | Nombre de président(e)s |
| ---------------- | ------------ | ----------------------- |
| Gauche           | DVG          | 1                       |
| Gauche           | EELV         | 1                       |
| Gauche           | PCF          | 0                       |
| Gauche           | PS           | 27                      |
| Gauche           | RDM          | 1                       |
| Gauche           | Total Gauche | 30                      |
| Centre           | LREM         | 1                       |
| Centre           | Modem        | 1                       |
| Centre           | MR           | 1                       |
| Centre           | UDI          | 11                      |
| Centre           | Total Centre | 14                      |
| Droite           | LR           | 37                      |
| Droite           | DVD          | 21                      |
| Droite           | Total Droite | 58                      |
| Indépendantistes | MIM          | 1                       |

#### Par sexe
|        | Nombre de président(e)s |
| ------ | ----------------------- |
| Hommes | 86                      |
| Femmes | 15                      |